# Milly
Milly är en kommun i departementet Manche i regionen Normandie i norra Frankrike. Kommunen ligger i kantonen Saint-Hilaire-du-Harcouët som tillhör arrondissementet Avranches. År 2018 hade Milly 329 invånare.

## Befolkningsutveckling
Antalet invånare i kommunen Milly
| Referens: INSEE |